# Die Vernunft des Herzens
Die Vernunft des Herzens ist ein kurzer, deutscher Stummfilm aus dem Jahre 1910.

## Handlung
Im Mittelpunkt des Geschehens stehen zwei Freundinnen, beides Damen der Berliner Gesellschaft. Eine von beiden ist verheiratet und betrügt mit Hilfe ihrer Freundin den eigenen Ehemann. Gemeinsame Ausfahrten werden als Deckmantel benutzt, sich mit einem anderen Mann zu treffen und dem ahnungslosen Gatten fremdzugehen. Die Freundin arrangiert während geselliger Abende zu viert heimlich eine Zusammenkunft der treulosen Gattin mit ihrem Herzbuben. Die Freundin deckt diese ehebrecherische Handlung und gefährdet damit nicht nur ihren eigenen guten Ruf, sondern auch das eigene Leben…

## Produktionsnotizen
Die Vernunft des Herzens wurde bis zum 18. Mai 1910 im Mutoskop-Atelier in Berlin-Lankwitz gedreht. Der Einakter besaß, je nach Quelle, eine Länge von 141, 145 oder 146 Meter und ist damit ein Kurzfilm. Die Herstellungskosten lagen bei 964,05 Mark. Die Uraufführung fand am 1. Juli 1910 statt.

## Einordnung
„Bemerkenswert, wie eine Parteinahme für die Liebe und gegen die Ehe in der dargestellten Frauensolidarität Ausdruck findet, sodass nicht nur die traditionelle Moral in den Hintergrund tritt, sondern auch die Figur des Ehemannes lächerlich erscheint. Weitestgehend wird vom Standpunkt der Frauen aus erzählt.“